# Pirrolizidina
Pirrolizidina é um composto orgânico bicíclico heterocíclico saturado. È a base dos alcaloides pirrolizidínicos.